# Guillaume Bourdila
 (mai 2023).
La mise en forme du texte ne suit pas les recommandations de Wikipédia : il faut le « wikifier ».
Les points d'amélioration suivants sont les cas les plus fréquents. Le détail des points à revoir est peut-être précisé sur la page de discussion.
- Les titres sont pré-formatés par le logiciel. Ils ne sont ni en capitales, ni en gras.
- Le texte ne doit pas être écrit en capitales (les noms de famille non plus), ni en gras, ni en italique, ni en « petit »…
- Le gras n'est utilisé que pour surligner le titre de l'article dans l'introduction, une seule fois.
- L'italique est rarement utilisé : mots en langue étrangère, titres d'œuvres, noms de bateaux, etc.
- Les citations ne sont pas en italique mais en corps de texte normal. Elles sont entourées par des guillemets français : « et ».
- Les listes à puces sont à éviter, des paragraphes rédigés étant largement préférés. Les tableaux sont à réserver à la présentation de données structurées (résultats, etc.).
- Les appels de note de bas de page (petits chiffres en exposant, introduits par l'outil «  Source ») sont à placer entre la fin de phrase et le point final[comme ça].
- Les liens internes (vers d'autres articles de Wikipédia) sont à choisir avec parcimonie. Créez des liens vers des articles approfondissant le sujet. Les termes génériques sans rapport avec le sujet sont à éviter, ainsi que les répétitions de liens vers un même terme.
- Les liens externes sont à placer uniquement dans une section « Liens externes », à la fin de l'article. Ces liens sont à choisir avec parcimonie suivant les règles définies. Si un lien sert de source à l'article, son insertion dans le texte est à faire par les notes de bas de page.
- La présentation des références doit suivre les conventions bibliographiques. Il est recommandé d'utiliser les modèles {{Ouvrage}}, {{Chapitre}}, {{Article}}, {{Lien web}} et/ou {{Bibliographie}}. Le mode d'édition visuel peut mettre en forme automatiquement les références.
- Insérer une infobox (cadre d'informations à droite) n'est pas obligatoire pour parachever la mise en page.

Pour une aide détaillée, merci de consulter Aide:Wikification.
Si vous pensez que ces points ont été résolus, vous pouvez retirer ce bandeau et améliorer la mise en forme d'un autre article.
Guillaume Bourdila, né le 9 août 1994 à Grasse, est un apnéiste français, d'origine toulousaine, plusieurs fois titré au niveau mondial,, et détenteur de plusieurs records du monde.
En 8 ans de pratique il compte déjà 9 sélections en équipe de France,, 4 titres de champions du monde et 3 records du monde. Il est avant tout un apnéiste d'apnée Indoor (piscine) qui pratique aussi en apnée profondeur depuis la saison 2021.
Il est un des rares athlètes français et mondial à pouvoir réaliser une saison piscine et profondeur sur la même saison.

## Biographie
Né à Grasse en 1994, il débuta l'apnée à l'âge de 21 ans en 2016 alors qu'il était étudiant en licence STAPS.
Maître-nageur l'été, sa passion pour l'apnée arriva lors d’un défi entre collègues de travail. À force d'interdire l'apnée au nageur durant la journée, l'idée de réaliser la distance la plus longue possible sur le bassin qu'ils surveillaient durant la journée émergea.
Surpris, il gagna le défi mais réalisa sous la surveillance de ses collègues de travail, 100 mètres en seulement deux semaines.
Un mois plus tard, il choisit de chercher un club sur Toulouse, là où il était étudiant. Il prit contact avec le club d'Immersion Libre, mais faute de place il ne réussit pas à y entrer. Il se dirigea ensuite vers le club du TMP "Toulouse Métropole Palmes", où il fit la rencontre de Michail Kitchev, entraîneur de légende dans le milieu de la nage avec palmes, qui lui présenta Kevin Provenzani. Kévin était à ce moment membre de l'équipe de France d'apnée Indoor, il venait d'être titré comme vice-champion du monde d'apnée endurance (16x50) dont il détient encore aujourd'hui le record de France.
Kévin se proposa de le prendre sous son aile, le faisant alors entrer dans le club d'Immersion Libre (club d'apnée), et le présenta rapidement aux autres membres de l'équipe de France ainsi qu'au staff. Il vu tout de suite en Guillaume de belles qualités sportives qui pourraient lui permettre de se distinguer dans le futur.
Lors de sa première année Guillaume réalisa ses premiers championnats de France où il finira dans le top 10. La deuxième année sera l'année de révélation, il réalisera sa première sélection et participera à ses premiers championnats d'Europe. À l'issue desquels il validera une performance qui le classera 5ème mondial avec 182 m parcourus en brasse.
Sa troisième saison sera celle des records. Puisqu'il finira recordman et champion du monde avec une performance de 206,26 m.
Jusqu'à présent seulement titré et ne plongeant exclusivement qu'en piscine, il s'essayera à l'apnée en profondeur pendant l'été 2021. Propulsé parmi les meilleurs mondiaux en brasse, il se verra disqualifié faute de protocole à l'issue de sa performance lors des championnats du monde qui avaient lieu à Kas en Turquie. L'été 2022, Guillaume change de discipline pour l'immersion Libre. Il prendra le record de France et finira vice-champion du monde en atteignant la profondeur de -110 mètres.
À cette occasion il devient le premier français de l'histoire de l'apnée à réaliser sur la même saison un podium sur les mondiaux Indoor (piscine) et Outdoor (mer).
Guillaume est aujourd'hui l'un des meilleurs apnéistes du monde mais est aussi l'un des plus polyvalents, pouvant cumuler apnée en piscine et mer sur une même saison.

## Palmarès
8 Sélections en Équipe de France 2017, 2018, 2019, 2021, 2022, 2023,,
4 Titres de Mondial - CMAS
3 Records du Monde - CMAS
| Apnée  | Date | Lieu                 | Évenement                         | Distance | Record                    | Titre                   |
| ------ | ---- | -------------------- | --------------------------------- | -------- | ------------------------- | ----------------------- |
| DNF    | 2018 | Lignano (Italie)     | Championnat du monde Indoor CMAS  | 206,26 m |                           | Champion du Monde       |
| DYN    | 2019 | Istanbul (Turquie)   | Championnat d'Europe Indoor CMAS  | 285 m    |                           | Vice Champion d'Europe  |
| DNF    | 2019 | Istanbul (Turquie)   | Championnat d'Europe Indoor CMAS  | 236 m    | WR - Record du monde      | Champion d'Europe       |
| DYN    | 2021 | Belgrade (Serbie)    | Championnat du monde Indoor CMAS  | 278 m    |                           | Champion du Monde       |
| DNF    | 2021 | Belgrade (Serbie)    | Championnat du monde Indoor CMAS  | 200 m    |                           | Vice Champion du Monde  |
| DNF    | 2022 | Belgrade (Serbie)    | Championnat du monde Indoor CMAS  | 210 m    |                           | 3ème place mondiale,    |
| DYN    | 2022 | Belgrade (Serbie)    | Championnat du monde Indoor CMAS  | 286 m    |                           | Vice Champion du Monde, |
| DYN BI | 2022 | Belgrade (Serbie)    | Championnat du monde Indoor CMAS  | 274,70 m | WR - Record du monde 2022 | Champion du Monde,      |
| DNF    | 2022 | Burgas (Bulgarie)    | Championnat International AIDA    | 196 m    |                           | 1ère place,             |
| DYN    | 2022 | Burgas (Bulgarie)    | Championnat International AIDA    | 301 m    | Record International AIDA | 1ère place,             |
| FIM    | 2022 | Kas (Turquie)        | Championnat du monde Indoor CMAS  | -110 m   | Record de France 2022     | Vice Champion du Monde, |
| DYN BI | 2023 | Koweit City (Koweit) | Championnat du monde Indoor CMAS  | 273 m    |                           | 3ème place mondiale,    |
| DNF    | 2023 | Koweit City (Koweit) | Championnat du monde Indoor CMAS  | 227 m    |                           | Vice Champion du Monde, |
| DYN    | 2023 | Koweit City (Koweit) | Championnat du monde Indoor CMAS  | 306,60 m | Record de France          | Champion du Monde,      |
| FIM    | 2023 | Roatan (Honduras)    | Championnat du monde Outdoor CMAS | -113 m   |                           | Vice Champion du Monde  |
| DYN BI | 2024 | Belgrade (Serbie)    | Championnat du monde Indoor CMAS  | 274 m    |                           | 3ème place mondiale     |
| DYN    | 2024 | Belgrade (Serbie)    | Championnat du monde Indoor CMAS  | 300 m    |                           | Champion du Monde,      |